# Đông Phong (phường)
Đông Phong là một phường thuộc thành phố Lai Châu, tỉnh Lai Châu, Việt Nam.

## Địa lý
Phường Đông Phong có vị trí địa lý:
- Phía đông và phía bắc giáp xã San Thàng
- Phía tây giáp phường Tân Phong
- Phía nam giáp huyện Tam Đường và xã San Thàng.

Phường có diện tích 5,27 km², dân số năm 2012 là 10.964 người, mật độ dân số đạt 2.079 người/km².

## Lịch sử
Phường Đông Phong được thành lập vào ngày 2 tháng 11 năm 2012 trên cơ sở điều chỉnh 171,26 ha diện tích tự nhiên, 10.211 người của phường Tân Phong và 356,09 ha diện tích tự nhiên, 753 người của xã San Thàng.
Sau khi thành lập, phường có 527,35 ha diện tích tự nhiên và 10.964 người.